# Bradley Smith (motociclista)

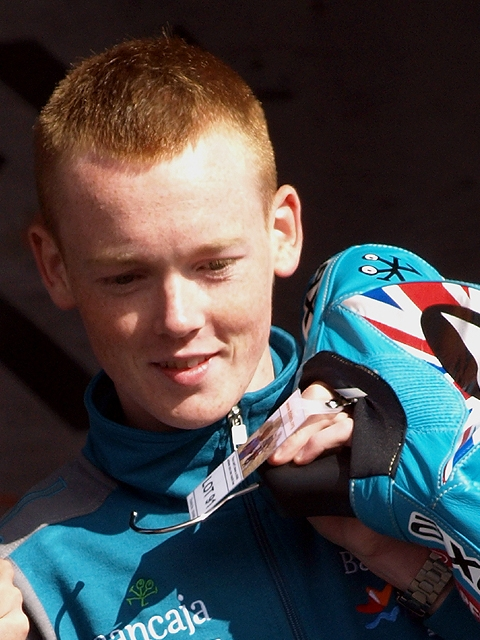
Ilustração.

Bradley Smith (Oxford, 28 de novembro de 1990) é um motociclista britânico, atualmente compete na MotoGP pela Aprilia Racing Team Gresini, como piloto de Teste.

## Carreira
Bradley Smith começou a pilotar em 2006 na 125cc. 

### Red Bull KTM
Smith junto com seu companheiro Pol Espargaró deixaram a equipe Tech 3 no final de 2016, e assinaram a com a novata Red Bull KTM Factory Racing para a temporada 2017.
Aprilia Racing Team Gresini
Em 2019, Bradley estrou como piloto de Teste da equipe de Noale, fazendo 5 etapas. 